# キク・ヤマタ
キク・ヤマタ（仏: Kikou Yamata、1897年 - 1975年）は、20世紀に活動した日系フランス人の女性作家。日本名は山田 菊（やまた きく）。小説の「マサコ」や随筆「障子」などで知られる。

## 生涯
フランスのリヨンで1897年、在リヨン日本帝国領事であった父・山田忠澄とフランス人の母・マルグリットの間に三人兄弟の長女として生まれる。1908年には家族と共に日本の東京へ移り住んだ。しかし忠澄は兄弟へ日本語を頑なに教えず、東京での生活は困窮した。ただし、のちに日常会話ができる程度には日本語を習得している。
そののちに聖心女子学院へ入学し、在学中は日本文化を紹介するフランス語雑誌の執筆を行い、それとともに生け花や書道への造詣も深めた。卒業後はAP通信へ入社し秘書として勤務していたが、妹のハナが結婚すると1923年はじめには母親とともにパリへ帰国し、いくつかの文学サロンに出入りする生活を送った。
パリで活動を行う際、名前の綴りをこれまでの「Kiku Yamata」から「Kikou Yamata」と改名した。パリでも生活は変わらず、日本文化を紹介する小説やエッセイを執筆していた。
1932年にスイス人で画家のコンラッド・メイリと結婚した。1939年、日本の風物を油絵に描いてヨーロッパに紹介するために3カ月の滞在予定で日本に出航したコンラッドに同行し、鎌倉に住んだ。1943年、コンラッドはスパイ嫌疑で拘束され、キクもこの時に3カ月拘束されて特別高等警察から尋問を受けたとされる。終戦後の1949年にはヨーロッパに戻り、スイスを拠点として活動を行った。
1957年にレジオンドヌール勲章シュヴァリエを受章し、1975年3月12日にスイスのジュネーブで死去した。

## 作品
- 1918年 - Ballades et Promenades
- 1924年 - Sur des Lèvres Japonaises
- 1925年 - Masako（参照 @Gallica）
- 1927年
  - Le Shoji, intimités et profils japonais
  - Les Huit Renommées
  - Vers L'Occident, proses
- 1928年 - Le Roman de Genji（紫式部の小説「源氏物語」のフランス語訳）
- 1929年
  - Shizouka, princesse tranquille
  - Saisons Suisses
- 1930年
  - Japon Dernière Heure
  - La Trame au Milan d'Or
- 1931年 - La Vie du Général Nogi
- 1934年 - Vies de Geishas
- 1937年 - Mille Cœurs en Chine
- 1941年 - Le Christ de bronze ou la mort d'un fondeur de Namban（長与善郎の小説「青銅の基督」のフランス語訳）
- 1942年 - Au Pays de la Reine
- 1950年 - Écrivains de Paris
- 1953年
  - La Dame de Beauté
  - Trois Geishas
- 1955年 - Le Japon des Japonaises
- 1956年 - Le Mois sans Dieux
- 1957年 - Rikkas du Japon
- 1958年 - Histoire d'Anières
- 1960年
  - L'Art du Bouquet
  - Deux Amours Cruelles（谷崎潤一郎の短編「春琴抄」と「芦刈」のフランス語訳）
- 1962年
  - Quatre Nouvelles Insolites
  - Retour au Pays（大佛次郎の長編「帰郷」のフランス語訳）

## 訳書・評伝
- 『マサコ　麗しき夫人』矢島翠訳、朝日新聞社、1999
- 矢島翠『ラ・ジャポネーズ　キク・ヤマタの一生』潮出版社、1983／ちくま文庫、1990